# Бусев, Михаил Алексеевич
Михаил Алексеевич Бусев (род. 23 июля 1951  года в с. Новый Ропск Брянской области.) — российский искусствовед, Член-корреспондент Российской академии художеств (2007).

## Биография
Окончил Московский государственный университет имени М. В. Ломоносова (отделение искусствоведения исторического факультета) в 1975 году. Аспирантуру — в 1980 году в ВНИИ искусствознания (руководители проф. Г. А. Недошивин и В. С. Турчин).
Стажировался на Факультете пластических искусств и искусствознания Университета Париж-1 Сорбонна и в Высшей национальной школе изящных искусств (научный руководитель — проф. Жан Ланкри), Париж, (1987—1988). В 1994 году защитил диссертацию «Художественное наследие в творчестве Пикассо». Член-корреспондент РАХ с 2007 года.
Живёт и работает в Москве.

## Монографии, научные труды
- Теоретико-методологические проблемы семиотического подхода к искусству. Обзорная информация. Серия «Изобразительное искусство». (М., 1978)
- Хэролд Розенберг об авангардизме в искусстве США 60-70-х годов // Искусствознание Запада об искусстве XX века. (М.: Наука, 1988)
- Пикассо и традиции мастеров XVI—XIX вв. // Западное искусство. XX век. Классическое наследие и современность.(М.: Наука, 1992)
- Поль Гоген и внеевропейское искусство // Западное искусство. XX век. Современные искания и культурные традиции. (М.: Наука. 1997 г.)
- Об эволюции категории «художественное произведение» в изобразительном искусстве Франции XX в. // Западное искусство. XX век: Проблема развития западного искусства XX века. (СПб.: Дмитрий Буланин. 2001)
- «К черту Паганини!» Образы культуры прошлого в творчестве Армана // Западное искусство. XX век. Проблемы интерпретации. (М.: УРСС, 2007)
- Мировое художественное наследие глазами парижских неоавангардистов. Скульптор Сезар // Западное искусство. XX век. Судьбы классики в европейском искусстве: Сб. статей. (М.: «ГИТИС», 2010)
- Творчество Сальвадора Дали 1920—1930-х годов и наследие мастеров XVI—XIX веков // Дали вблизи и вдали: Сб. статей. (М.: Прогресс-Традиция, 2013)
- Скульптура в раннем творчестве Пабло Пикассо // Пикассо сегодня: Коллективная монография. (М.: Прогресс-Традиция, 2016 г.)
- Между неоклассикой и сюрреализмом. Пабло Пикассо в 1930-е годы // Западное искусство. XX век. Тридцатые годы. (М.: ГИИ, 2016)

Ответственный редактор, составитель, автор концепций ряда сборников и коллективных монографий
«Мир искусств. Альманах. Вып. 5» (2004); «Пикассо и окрестности» (2006); «Искусство в современном мире» (Вып. 1-4, 2004, 2006, 2009, 2011); «Искусство скульптуры в XX веке: проблемы, тенденции, мастера. Очерки» (2010); «Дали вблизи и вдали» (2013); «Неофициальное искусство в СССР. 1950—1980-е годы: Сборник» (2014); «Голубкина, Конёнков и некоторые вопросы развития русской скульптуры Нового времени. Статьи, материалы, сообщения» (2015); «Пикассо сегодня: коллективная монография» (2016)

## Государственная общественная и педагогическая деятельность
- Старший научный сотрудник Государственного института искусствознания МК РФ (с 1981 г.), ученый секретарь Научного совета по историко-теоретическим проблемам искусствознания при Отделении историко-филологических наук Российской академии наук (с 1995 года)
- Заместитель директора по научной работе НИИ теории и истории изобразительных искусств РАХ (2000—2016 гг.); Научное руководство аспирантами и соискателями в ГИИ МК и НИИ РАХ. Руководитель Научного семинара по западному искусству XX века при Научном совете по историко-теоретическим проблемам искусствознания Отделения историко-филологических наук Российской академии наук и НИИ теории и истории изобразительных искусств РАХ (с 2001 года); Руководитель группы по изучению новейших художественных течений при НИИ РАХ (2009-2016 гг.)
- Член правления АИС (2008)
- заместитель председателя правления АИС (2016)
- Председатель ГАК на кафедре искусствоведения в Уральском государственном университете им. А. М. Горького (2008-2011гг)
- Лекции и мастер-классы по современному искусству Франции в СПбГАИнЖСА им. И. Е. Репина, в УрГУ им. А. М. Горького, в МГАХИ им. В. И. Сурикова;
- Приглашённый профессор Университета г. Нанси (Франция, 2000)
- Член редакционного совета журнала «Искусствознание», электронного журнала «Художественная культура», член редколлегии журнала «Художественный совет», член редколлегии серии сборников «Западное искусство. XX век»

## Звания
- Член-корреспондент Российской академии художеств (Отделение искусствознания и художественной критики, с 2007 года)
- Член Президиума Российской академии художеств (2007—2010; 2012—2017)
- Кандидат искусствоведения (1994)
- Член АИС; член правления АИС (2003)[2]

## Государственные и общественные награды
- Медаль «Защитнику свободной России» (1993)
- Ветеран труда (2001)
- Диплом победителя конкурса ГИИ МК РФ за лучшую публикацию 2004 года за сборник статей «Мир искусств. Альманах. Вып. 5» (2004)
- Национальная премия в области современного изобразительного и декоративного искусства России «Русская галерея — XXI век» за 2009 год (серебряная медаль «Русская галерея — XXI век» в номинации «Искусствознание. Теория. Критика» (2009)
- Премия имени Петра Кончаловского в номинации «Лучшее издание „Большой формы“» (2011)

Награды РАХ
- Медаль «Достойному» РАХ (2007)
- Медаль «Шувалов» (2011)